# En skuggboxares memoarer
En skuggboxares memoarer är en självbiografisk roman av den svenske författaren Bertil Schütt. Den gavs ut 1972 på Författarförlaget och har utkommit i flera nyutgåvor.
Romanen skildrar Schütts uppväxt och olika övergrepp han blivit utsatt för. Den är en av titlarna i boken Tusen svenska klassiker (2009).

## Utgåvor
- Schütt, Bertil (1972). En skuggboxares memoarer.. Göteborg: Författarförl. Libris 7595931. ISBN 91-7054-087-X
- Schütt, Bertil (1975). En skuggboxares memoarer ([Ny utg.]). Stockholm: Trevi. Libris 7612249. ISBN 91-7160-183-X
- Schütt, Bertil (1992). En skuggboxares memoarer. En bok för alla, 99-0130108-4 ([Ny utg.]). Stockholm: Litteraturfrämjandet. Libris 8374573. ISBN 91-7448-693-4
- Schütt, Bertil. (2007). En skuggboxares memoarer. Enskede: TPB. Libris 12572319

### Fotnoter
1. ↑  ”En skuggboxares memoarer”. Libris.kb.se. http://libris.kb.se/hitlist?d=libris&q=En+skuggboxares+memoarer&f=simp&spell=true&hist=true&p=1. Läst 30 januari 2013.
2. ↑  Gradvall et al 2009, #334